# Peter Plaugborg
Peter Plaugborg (født 12. april 1980 i Ølgod) er en dansk skuespiller.
Plaugborg er oprindeligt uddannet indenfor animationsfilm, men dimitterede fra Skuespillerskolen ved Odense Teater i 2007. Han har siden været tilknyttet teatret gennem flere sæsoner, men har også haft roller ved Det Kongelige Teater og Grønnegårdsteatret.

## Filmografi
- Flammen og Citronen (2008) -- Lillebjørn
- Submarino (2010) -- Nicks Lillebror
- Broderskab (2010) -- Sergent
- Frihed på prøve (2010) -- Originalen
- Viceværten (2012) -- Carsten
- Kvinden i buret (2013) -- Lasse
- Miraklet (2014) -- Erik
- Skammerens datter (2015) -- Drakan
- Idealisten (2015) -- Poul Brink
- I dine hænder (2015) -- Niels
- Vinterbrødre (2017) -- Daniel
- Slangens gave (2018) -- Drakan

### Tv-serier
- Normansland 2013 - Christian
- Album (2008)
- Borgen - 3. sæson (2013)
- 1864 (2014) - Sergenten Jespersen
- Bedre skilt end aldrig (2016) - Martin
- Ulven kommer (2020) - Stedfar Simon

## Eksterne links
- Peter Plaugborg på Internet Movie Database (engelsk)
- Peter Plaugborg på Filmdatabasen
- Peter Plaugborg på danskefilm.dk
- Peter Plaugborg på danskfilmogtv.dk
- Peter Plaugborg på Scope
- Peter Plaugborg på Svensk Filmdatabas (svensk)
- Peter Plaugborg på AlloCiné (fransk)
- Peter Plaugborg på AllMovie (engelsk)
- Peter Plaugborg på The Movie Database (engelsk)
- Peter Plaugborg på danskefilmstemmer.dk

|  | Artiklen om skuespilleren Peter Plaugborg kan blive bedre, hvis der indsættes et (bedre) billede. Du kan hjælpe ved at uploade et godt billede til Wikimedia Commons iht. de tilladte licenser og indsætte det i artiklen. Eller du kan søge efter eksisterende filer på Wikimedia Commons eller på Flickr - fx med værktøjet Free Image Search Tool. |